# Jezrael
Cidade na fronteira do território de Issacar. (Jos 19:17, 18) Atualmente, Jezreel é identificada com Zerʽin (Tel Yizreʽel), situada a uns 11 km ao NNE de Jenin (En-gannim). Um pouco ao SE fica uma serra de morros calcários, em forma de crescente, tradicionalmente identificada com o monte Gilboa.
Durante a última metade do décimo século AEC, Jezreel serviu como residência real para o Rei Acabe, de Israel, e para seu sucessor, Jeorão, embora Samaria fosse a verdadeira capital do reino setentrional. (1Rs 18:45, 46; 21:1; 2Rs 8:29) No vinhedo de Nabote, perto do palácio em Jezreel, o profeta Elias proferiu o julgamento de Jeová contra a casa de Acabe. (1Rs 21:17-29) A profecia cumpriu-se. Jeú matou o filho de Acabe, o Rei Jeorão, e depois mandou que o cadáver dele fosse lançado no pedaço de campo de Nabote. Jezabel, esposa de Acabe, tornou-se alimento para os cães necrófagos de Jezreel, quando foi lançada duma janela às ordens de Jeú. As cabeças de 70 filhos de Acabe, executados por seus tutores em Samaria, foram empilhadas em dois montes junto ao portão de Jezreel. Não escapou nenhum dos homens de destaque, dos conhecidos e dos sacerdotes de Acabe em Jezreel. — 2Rs 9:22-37; 10:5-11.